# Osvaldo Fattori
Osvaldo Fattori (San Michele Extra, 22 giugno 1922 – Milano, 27 dicembre 2017) è stato un allenatore di calcio e calciatore italiano, di ruolo centrocampista.

## Carriera
Mediano, iniziò la carriera con la maglia biancorossa del L.R. Vicenza guidandolo alla promozione in Serie A nel 1942 e formando una linea mediana con i compagni di squadra Alfonso Santagiuliana e Luigi Abeni; tutti e tre vennero provati in un test per la Nazionale in blocco finché ancora militavano in seconda divisione.
Nel 1944-1945 vinse il Torneo Lombardo nelle file del Como e dopo il conflitto mondiale prima disputò un campionato di massima serie con la neonata Sampdoria, quindi nel 1947 passò all'Inter, con cui esordì in campionato il 14 settembre 1947: fu titolare fisso per tre stagioni, quindi nel 1950-1951 giocò 2 partite.
Tornato titolare la stagione successiva, fu fra i primi rincalzi nelle due stagioni che videro l'Inter conquistare altrettanti scudetti consecutivi, nel 1953 e nel 1954.
Lasciò l'Inter nel 1954, dopo aver giocato in maglia nerazzurra sette stagioni, scendendo in campo 178 volte e segnando 7 reti. Finì la carriera nel Brescia dopo cinque stagioni in Serie B, le ultime quattro come allenatore giocatore.
In seguito allenò anche altre squadre tra cui la Sambenedettese e la Solbiatese senza molta fortuna.
In carriera ha totalizzato complessivamente 238 presenze e 7 reti nella Serie A a girone unico e 121 presenze e 9 reti in Serie B.

## Statistiche

### Cronologia presenze e reti in nazionale
| Cronologia completa delle presenze e delle reti in nazionale ― Italia | Cronologia completa delle presenze e delle reti in nazionale ― Italia | Cronologia completa delle presenze e delle reti in nazionale ― Italia | Cronologia completa delle presenze e delle reti in nazionale ― Italia | Cronologia completa delle presenze e delle reti in nazionale ― Italia | Cronologia completa delle presenze e delle reti in nazionale ― Italia | Cronologia completa delle presenze e delle reti in nazionale ― Italia | Cronologia completa delle presenze e delle reti in nazionale ― Italia |
| Data                                                                  | Città                                                                 | In casa                                                               | Risultato                                                             | Ospiti                                                                | Competizione                                                          | Reti                                                                  | Note                                                                  |
| --------------------------------------------------------------------- | --------------------------------------------------------------------- | --------------------------------------------------------------------- | --------------------------------------------------------------------- | --------------------------------------------------------------------- | --------------------------------------------------------------------- | --------------------------------------------------------------------- | --------------------------------------------------------------------- |
| 22-5-1949                                                             | Firenze                                                               | Italia                                                                | 3 – 1                                                                 | Austria                                                               | Coppa Internazionale                                                  | -                                                                     |                                                                       |
| 12-6-1949                                                             | Budapest                                                              | Ungheria                                                              | 1 – 1                                                                 | Italia                                                                | Coppa Internazionale                                                  | -                                                                     |                                                                       |
| 5-3-1950                                                              | Bologna                                                               | Italia                                                                | 3 – 1                                                                 | Belgio                                                                | Amichevole                                                            | -                                                                     |                                                                       |
| 2-7-1950                                                              | San Paolo                                                             | Paraguay                                                              | 0 – 2                                                                 | Italia                                                                | Mondiali 1950 - 1º turno                                              | -                                                                     |                                                                       |
| Totale                                                                |                                                                       | Presenze                                                              | 4                                                                     |                                                                       | Reti                                                                  | 0                                                                     |                                                                       |

## Curiosità
Nel 1948 fu protagonista di uno scambio mancato con Valentino Mazzola

## Palmarès

### Giocatore

#### Competizioni nazionali
- Serie C: 1

Audace S.M.E.: 1940-1941 (girone B)
- Campionato italiano: 2

Inter: 1952-1953, 1953-1954

#### Competizioni regionali
- Torneo Benefico Lombardo: 1

Como: 1944-1945